# Stockemer See
Der Stockemer See ist ein 23 ha großer Baggersee bei Niederkassel-Stockem im nordrhein-westfälischen Rhein-Sieg-Kreis. Bis 1999 wurden hier Kies und Sand abgebaggert. Der See liegt auf einer Höhe von 44 m ü. NHN. Er hat eine Tiefe von bis 15 Metern, die durchschnittliche Tiefe beträgt drei Meter.
Das Areal um den Stockemer See ist seit 1992 als Naturschutzgebiet SU-021 ausgewiesen. Angeln ist hier aber über den örtlichen Angelsportverein gestattet. Dieser hat auch durch Bepflanzung und Fischbesatz die Artenvielfalt geschaffen. Im See gibt es die eingesetzten Edelfische Forellen, Zander, Aale, Karpfen und  Schleien. Dazu wurden auch seltene Kleinfische wie Schmerlen, Moderlieschen, Bitterlinge sowie Teichmuscheln eingesetzt. Ungewollt haben sich außerdem Barsche, Rotaugen und andere Weißfische eingefunden. Das Naturschutzgebiet hat eine Fläche von 55,23 ha und schließt drei angrenzende Weiher mit ein.